# Duna FM
Duna FM es una estación radial chilena ubicada en el 89.7 MHz del dial FM en Santiago de Chile, fundada en 1995 y enfocada al público adulto contemporáneo. Cuenta con una red de 3 emisoras a lo largo de Chile. También transmite por el canal 665 (con D-Box) de la cableoperadora VTR y vía Internet en el resto del país y en todo el mundo.

## Historia
Duna es sucesora de la exitosa emisora juvenil de los años 80 Galaxia FM. La emisora inició sus transmisiones el 27 de octubre de 1995, con un formato editorial y musical enfocado a un público adulto/ejecutivo de nivel socioeconómico ABC1. Duna FM es la número uno de audiencia en este tipo de público.[cita requerida] Entre octubre de 1995 y febrero de 2005, la emisora fue propiedad del matrimonio de empresarios conformado por Felipe Lamarca Claro y Anita Holuigue Barros.
La programación de Duna FM está comprendida por clásicos de los últimos cincuenta años, en su mayoría anglo, junto a una selección de los mejores éxitos del momento, además de contar con variados programas de información, conversación y noticias a lo largo del día.
En febrero de 2005, Duna FM fue adquirida por Copesa, naciendo así una nueva división del consorcio que además incluía a las radios Beethoven, Carolina y Zero. Actualmente es parte del conglomerado Grupo Dial.
Entre los periodistas que se destacan en la emisora están Soledad Agüero, Nicolás Vergara, Matías del Río, Consuelo Saavedra, Rodrigo Álvarez Retamales, Polo Ramírez, Rodrigo Guendelman, Josefina Stavrakopulos, Francisco Aravena, Nicolás Vial, Josefina Ríos, Bárbara Pezoa, América Rodríguez y Patricio Miñano.
Sus voces institucionales son el locutor y actor de doblaje chileno Santiago Ramírez Corvalán y su hermano el periodista Polo Ramírez.
El 11 de abril de 2025, Radio Duna FM abandona la frecuencia 99.7 MHz de Puerto Montt, siendo vendida y reemplazada por Radio La Sabrosita, sin relación con Grupo Dial/Copesa.
Actualmente, en el resto del país y en todo el mundo, sólo es posible escuchar Duna FM a través de la señal en línea de su página web, sus aplicaciones para iOS y Android, además, la emisora transmite por el canal 665 (con D-Box) de la cableoperadora VTR para el territorio chileno.

## Frecuencias anteriores
- 99.7 MHz (Puerto Montt); hoy Radio La Sabrosita, sin relación con Grupo Dial/Copesa.